# Famille Sutherland
Pour les articles homonymes, voir Sutherland.
Les Sutherland sont une famille canadienne d'origine écossaise, et dont plusieurs membres doivent leur célébrité au monde du cinéma.
```
     Frederik 
Sutherland
 (1894-1983)
     x Dorothy 
Mac Nichol
 (1892-1956)
     │
     └──> 
Donald Sutherland
 (1935-2024), acteur canadien
          x 
Lois Hardwick
, actrice américaine
          │
          x 
Shirley Douglas
 (1934-2020), actrice canadienne et fille de l'homme politique canadien, 
Tommy Douglas
.
          │
          ├──> 
Kiefer Sutherland
 (né en 1966), acteur canadien
          │
          ├──> Rachel Sutherland (née en 1966), jumelle de Kiefer
          │
          x 
Francine Racette
 (née en 1947), actrice québécoise
          │
          ├──> 
Roeg Sutherland
 (né en 1974), acteur canadien
          │
          ├──> 
Rossif Sutherland
 (né en 1978), acteur canadien
          │
          └──> 
Angus Sutherland
 (né en 1982), acteur canadien
```